# Ningaui yvonneae
Ningaui yvonneae — вид родини сумчастих хижаків, що мешкає в напівпосушливих районах Південної Австралії. Найчастіше населяє зарослі Triodia, але також проживає на пустищах і в малі-скребах (чагарникові, головним чином евкаліптові, зарості жорстколистої дерев'янистої рослинності напівпосушливих районів південної Австралії). Розмноження відбувається в середині й у кінці весни. Самиці частіш за все народжують від п'яти до семи малюків.  Вага: 4—10 гр.

## Етимологія
Вид названий на честь Івон Кароль Кітченер англ. Yvonne Carole Kitchener, можна припустити, дружини пана автора опису виду Дарела Кітченера, хоча їх зв'язок не зрозумілий з оригінального тексту опису.

## Загрози та охорона
Здається, немає серйозних загроз для цього виду. Присутній у багатьох природоохоронних областях.